# Lensia hunter
Lensia hunter är en nässeldjursart som beskrevs av Totton 1941. Lensia hunter ingår i släktet Lensia och familjen Diphyidae. Inga underarter finns listade i Catalogue of Life.